# Рильке, Эмиль
Э́миль Ри́льке (словац. Emil Rilke 19 ноября 1983 в Усти-над-Лабем) — чешский футболист.
Выступал за чешские клубы «Теплице», «Яблонец», «СИАД», «Слован», «Усти-над-Лабем».
В составе национальной молодёжной сборной Чехии до 20 лет Рильке выступал в мировом молодёжном чемпионате ФИФА 2003 года, проходившем в Объединённых Арабских Эмиратах. Также провёл 8 матчей и забил один мяч за Молодёжную сборную Чехии.
На данный момент завершил карьеру футболиста и выступает за мини-футбольный клуб «Динамо» из города Усти-над-Лабем.